# 岡本源太
岡本 源太（おかもと げんた、1981年-）は、日本の哲学者。専攻は美学。岡山大学大学院社会文化科学研究科准教授。

## 略歴
- 2000年4月- 2004年3月岡山大学 文学部 人間学科
- 2004年4月- 2006年3月 京都大学 大学院人間・環境学研究科 共生人間学専攻 思想文化論講座（修士課程）
- 2007年10月 - 2008年9月　École des Hautes Études en Sciences Sociales (EHESS) Centre d'Histoire et Théorie des Arts (CEHTA)
- 2006年4月 - 2010年3月 京都大学 大学院人間・環境学研究科 共生人間学専攻 思想文化論講座（博士後期課程）
- 2009年4月 - 2013年3月　京都造形芸術大学 芸術学部 非常勤講師
- 2010年8月 - 2011年3月　京都大学 大学院人間・環境学研究科 研究員
- 2011年4月 - 2012年3月　École française d'Extrême-Orient, Centre de Kyoto (EFEO Kyoto) リサーチ・アシスタント
- 2011年4月 - 2012年9月　関西大学 文学部 非常勤講師
- 2012年10月 - 現在　岡山大学 大学院社会文化科学研究科 准教授

## 著書
- 『ジョルダーノ・ブルーノの哲学——生の多様性へ』月曜社（2013年「新プラトン主義協会賞」受賞）   2012年3月
- 『事物のしるし——方法について』ジョルジョ・アガンベン著、岡田温司＋岡本源太訳 (担当:共訳)　筑摩書房   2011年5月
- 『『明るい部屋』の秘密——ロラン・バルトと写真の彼方へ』　青弓社編集部編 (担当:分担執筆, 範囲:「写真と実在、そして真実——ロラン・バルトによる写真の実在論」)青弓社   2008年8月